# Wuhan Open 2020
Wuhan Open 2020 var en tennisturnering, der skulle have været spillet udendørs på hardcourt-baner i Optics Valley International Tennis Center i Wuhan, Folkerepublikken Kina i perioden 20. - 27. september 2020. Turneringen blev imidlertid aflyst som følge af, at alle internationale sportsbegivenheder i Folkerepublikken Kina i 2020 blev aflyst.